# فينوس مع مرآة
فينوس مع مرآة هي لوحة زيتية للفنان الإيطالي تيتيان رسمها في 1555.تتواجد حالياً في المعرض الوطني للفنون بواشنطن، الولايات المتحدة وتعتبر من أهم مقتنيات المتحف.